# 張魯唯
張魯唯（？—？），字宗曉，號泰符，别號清凉居士，直隸蘇州府崑山縣人，民籍，明朝政治人物。

## 生平
萬曆三十七年（1609年）己酉科應天鄉試舉人，四十一年（1613年）癸丑科二甲第六名進士。禮部觀政，授刑部主事，四十三年恤刑河南，多所平反。四十五年升员外、郎中。万历四十六年（1618年），出为紹興府知府，被弹劾歸鄉。天启三年（1623年），以吏部尚书趙南星荐，起升浙江按察副使，分守寧紹道。六年二月擢河南右參政，丁憂歸，崇禎三年補四川左參政，四年（1631年）八月擢为湖廣按察使五年升河南右布政使，六年升山東左布政使。历浙江、福建左右布政使。著《筆花館集》。

## 家族
曾祖张洪，贈刑科左給事中，祖父張憲臣，乙未進士，雲南按察使。父张志美，字濟卿，庠生。
有子张立平、张立廉。弟張魯得，字宗自，天启五年乙丑进士。官福建晋江知县，山东昌乐知县。著《青萍诗集》。